# Phelliactis algoaensis
Phelliactis algoaensis is een zeeanemonensoort uit de familie Hormathiidae.
Phelliactis algoaensis is voor het eerst wetenschappelijk beschreven door Carlgren in 1928.